# Линкольн (приход)
Ли́нкольн (англ. Lincoln Parish, фр. Paroisse de Lincoln) — приход штата Луизиана, США. Официально образован в 1873 году. По состоянию на 2010 год, численность населения составляла 46 735 человек. Назван в честь президента США Авраама Линкольна.

## География
По данным Бюро переписи США, общая площадь прихода равняется 1 222,481 км2, из которых 1 222,481 км2 — суша, и 1,813 км2, или 0,200 %, — это водоёмы.

## Население
По данным переписи населения 2000 года на территории прихода проживает 42 509 жителей в составе 15 235 домашних хозяйств и 9 689 семей. Плотность населения составляет 35,00 человек на км2. На территории прихода насчитывается 17 000 жилых строений, при плотности застройки около 14,00-ти строений на км2. Расовый состав населения: белые — 57,42 %, афроамериканцы — 39,84 %, коренные американцы (индейцы) — 0,18 %, азиаты — 1,28 %, гавайцы — 0,01 %, представители других рас — 0,52 %, представители двух или более рас — 0,75 %. Испаноязычные составляли 1,16 % населения независимо от расы.
В составе 30,00 % из общего числа домашних хозяйств проживают дети в возрасте до 18 лет, 44,50 % домашних хозяйств представляют собой супружеские пары, проживающие вместе, 15,30 % домашних хозяйств представляют собой одиноких женщин без супруга, 36,40 % домашних хозяйств не имеют отношения к семьям, 27,00 % домашних хозяйств состоят из одного человека, 9,40 % домашних хозяйств состоят из престарелых (65 лет и старше), проживающих в одиночестве. Средний размер домашнего хозяйства составляет 2,44 человека, и средний размер семьи 3,01 человека.
Возрастной состав прихода: 22,10 % моложе 18 лет, 25,70 % от 18 до 24, 23,20 % от 25 до 44, 17,60 % от 45 до 64 и 17,60 % от 65 и старше. Средний возраст жителя прихода 26 лет. На каждые 100 женщин приходится 94,20 мужчин. На каждые 100 женщин старше 18 лет приходится 90,90 мужчин.
Средний доход на домохозяйство прихода составлял 26 977 USD, на семью — 38 972 USD. Среднестатистический заработок мужчины был 32 376 USD против 20 877 USD для женщины. Доход на душу населения составлял 14 313 USD. Около 18,20 % семей и 26,50 % общего населения находились ниже черты бедности, в том числе — 30,10 % молодёжи (тех, кому ещё не исполнилось 18 лет) и 18,10 % тех, кому было уже больше 65 лет.